# موش کیسه‌دار جربوآ
موش کیسه‌دار جربوآ (نام علمی: Antechinomys laniger) نام یک گونه از تیره ستبردمان است.